# Josefa Benítez Guzman
Josefa Benítez Guzman (nascida em 30 de agosto de 1969) é uma ciclista paralímpica espanhola da classe B.

## Vida pessoal
Em 2013, foi galardoada com a medalha de prata da Real Ordem ao Mérito Esportivo. Atualmente reside em Barcelona, sua terra natal.

## Ciclismo
Participou, representando a Espanha, dos Jogos Paralímpicos de Londres 2012, onde terminou na segunda colocação ao disputar a prova de estrada.